# Myida
Myida Stoliczka, 1870 (precedentemente conosciuto come Myoida) è un ordine di molluschi bivalvi marini.
Fanno parte di quest'ordine i Teredinidae, i cosiddetti vermi delle navi, xilofagi e infestanti del legno.

## Tassonomia
L'ordine è separato in 4 superfamiglie:
- superfamiglia Dreissenoidea Gray, 1840
  - famiglia Dreissenidae Gray, 1840
- superfamiglia Myoidea Lamarck, 1809
  - famiglia Corbulidae Lamarck, 1818
  - famiglia Erodonidae Winckworth, 1932
  - famiglia Myidae Lamarck, 1809
  - famiglia Pleuromyidae Zittel, 1895 †
  - famiglia Raetomyidae Newton, 1919 †
- superfamiglia Pholadoidea Lamarck, 1809
  - famiglia Pholadidae Lamarck, 1809
  - famiglia Teredinidae Rafinesque, 1815
  - famiglia ... Purchon, 1941
- superfamiglia Pleuromyoidea Zittel, 1895 †
  - famiglia Ceratomyidae Arkell, 1934 †
  - famiglia Pleurodesmatidae Cossmann, 1909 †
  - famiglia Vacunellidae Astafieva-Urbajtis, 1973 †